# Dinamo Erywań
Dinamo Erywań (orm. „Դինամո“ Ֆուտբոլային Ակումբ Երեւան, "Dinamo" Futbolajin Akumby Jerewan) – ormiański klub piłkarski z siedzibą w stolicy kraju, Erywaniu.

## Historia
Chronologia nazw:
- 1936–1937: Dinamo Erywań (orm. «Դինամո» Երևան)
- 1992–1997: Dinamo Erywań (orm. «Դինամո» Երևան)
- 1998: Dinamo-Energo Erywań (orm. «Դինամո-Ենէրգո» Երևան)
- 1999–2007: Dinamo Erywań (orm. «Դինամո» Երևան)

Klub Piłkarski Dinamo Erywań został założony w 1936 roku, a w 1937 zespół startował w rozgrywkach Pucharu ZSRR oraz debiutował w Grupie D Mistrzostw ZSRR. Od 1938 kontynuował tradycję klubu Ararat Erywań, a w 1954 połączył się z Spartakiem Erywań i znikł z mapy piłkarskiej.
Po uzyskaniu przez Armenię niepodległości, w 1992 został odrodzony i startował w rozgrywkach Pierwszej Ligi Armenii. W sezonie 1998 nazywał się Dinamo-Energo Erywań. W 2000 debiutował w Bardsragujn chumb, ale zajął spadkowe 8. miejsce i spadł do Aradżin chumb. W sezonie 2002 nie przystąpił do rozgrywek, a od 2003 ponownie startował w rozgrywkach Pierwszej Ligi. W sezonie 2007 zajął wysokie 4. miejsce, ale potem został rozwiązany.

## Sukcesy
- Grupa D ZSRR: 3. miejsce (1937)
- Puchar ZSRR: 1/64 finału (1937)
- Mistrzostwo Armeńskiej SRR: mistrz (1936, 1937)
- Mistrzostwo Armenii: 8. miejsce (2000)
- Puchar Armenii: 1/8 finału (2000, 2007)